# 連奕琦
連奕琦（1977年7月28日—），台灣電影導演。連奕琦大學畢業後從事電視電影幕後工作，擔任過企劃編劇及製片，在台灣電影《詭絲》擔任場地經理，也曾擔任《海角七號》副導演。2008年擔任編劇的長片《美之晨》獲得行政院新聞局97年度（民國紀年，即2008年）優良電影劇本徵選佳作。執導的第一部電影長片為2011年上映的《命運化妝師》。

## 作品年表

### 電影導演作品
| 上映年份 | 電影作品       | 英文譯名                      | 主要演員                                                                   | 特殊紀錄 |
| 2006年   | 靜悄悄的幸福   | The Quiet Happiness           |                                                                            | *九十三年度新聞局短片輔導金 *2006年台北電影節 華人影像精選 *2006釜山影展 超廣角單元 *2007 ifva香港獨立短片錄像比賽 評審推薦放映            |
| 2009年   | 你是否聽見花開 | Do You Hear the Flowers Bloom | 張家慧                                                                     | *九十六年度新聞局短片輔導金輔導 *2009年金馬國際影展 台灣短打                                                                               |
| 2011年   | 命運化妝師     | Make Up                       | 謝欣穎、吳中天、張睿家、隋棠                                               | *2011年金馬奇幻影展開幕片 *第24屆東京影展「亞洲之風」入圍 *2011年台北電影節 最佳女主角 *九十六年度新聞局短片輔導金 *2011年金馬國際影展觀摩 |
| 2013年   | 甜蜜殺機       | Sweet Alibis                  | 蘇有朋、林依晨、雷洪、郎祖筠、吳中天、 阿KEN、朱芷瑩、林柏宏、杜姸、高盟傑 | |
| 2017年   | 秘果           | Secret Fruit                  | 歐陽娜娜、陳飛宇                                                           | |
| 2017年   | 破·局          | Peace Breaker                 | 郭富城、王千源、劉濤                                                       | |
| 2017年   | 痴情男子漢     | All Because Of Love           | 蔡凡熙、韓笙笙、王淨、李英宏                                               | |
| 2018年   | 市長夫人的秘密 | Let's Cheat Together          | 張少懷、柯佳嬿、陳喬恩、明道                                               | *2018年金馬奇幻影展閉幕片 |

### 電視電影導演作品
- 2012年－公共電視台《遺忘》  (林心如 主演)

### 電視導演作品
- 2007年－公共電視台電視劇《夏天到了出去玩吧》
- 2014年－台視、八大電視劇《徵婚啟事》
- 2021年－Netflix電視劇《華燈初上》
- 2023年－Netflix電視劇《此時此刻》〈戀愛實境秀〉、〈天外飛來〉、〈真實故事改編〉

### 其他導演短片作品
- 2008年－《如果某人在乎某事》(行政院新聞局2009第二屆Wow! eye Taiwan全民影音創作大賽劇情類首獎)

### 網路劇導演作品
- 2011年－網路連續劇 【康師傅十二星座女生版】
- 2010年－網路連續劇 【康師傅清蜜星體驗】

### 副導演
- 2008年－電影《海角七號》
- 2008年－短片《愛瑪的晚宴》
- 2012年- 《愛情限量版》（劉若英導演）

### 編劇作品
- 2005年－TVBS電視劇《我們結婚吧》聯合編劇
- 2007年－客家電視台電視劇《美味滿樓》聯合編劇
- 2008年－董氏基金會短片《黑潮》聯合編劇
- 2008年－電影長片《美之晨》(籌拍中)

### 製片
- 2006年－電影《詭絲》
- 2007年－電影《松鼠自殺事件》

### 製作助理
- 2003年－公共電視台《寒夜續曲》
- 2004年－台視／東森戲劇台《求婚事務所》

### 企畫編輯作品
- 大愛電視台－《草根菩提》帶狀節目

### 電視演出作品
- 2023年－Netflix電視劇《此時此刻》〈一家之主〉